# Mehdi Namli
Mehdi Namli, arab. المهدي النملي (ur. 23 czerwca 1987 w Safi) – marokański piłkarz grający na pozycji pomocnika w sezonie 2020/2021 w KAC Kénitra. Reprezentant kraju.

## Kariera

### Kariera klubowa
Mehdi Namli karierę zaczynał w Olympiku Safi. 1 lipca 2007 roku dołączył do pierwszego zespołu z rezerw tego klubu. Pierwsze mecze rozegrał dopiero w sezonie 2009/2010, kiedy rozegrał tam 14 meczów i strzelił 1 gola. 1 lipca 2010 roku wyjechał do Francji, a dokładnie do Clermont Foot. Zadebiutował tam 17 sierpnia 2010 roku w meczu przeciwko Tours FC, przegranym przez jego zespół 3:2. Jego pierwsza bramka w tym zespole padła 4 marca 2011 roku w meczu przeciwko FC Istres, wygranym przez jego drużynę 2:0. Pierwszą asystę w zespole zaliczył 27 maja 2011 roku w meczu przeciwko US Boulogne, ta asysta przyczyniła się do jedynego trafienia w tym meczu. Łącznie we francuskim zespole Mehdi Namli rozegrał 45 meczów, strzelił 3 gole i zanotował 2 asysty. 1 lipca 2012 roku powrócił do ojczyzny, a konkretnie do Moghrebu Tétouan. Zadebiutował tam 16 września 2012 roku w meczu przeciwko Chabab Rif Al Hoceima, którzy zakończył się remisem 1:1. Pierwsza bramka padła 2 mecze później, w spotkaniu przeciwko Difaâ El Jadida, które zakończyło się wynikiem 1:1. W kolejnym meczu zaliczył pierwszą asystę, w meczu przegranym 3:2 z FUSem Rabat. W sezonie 2013/2014 z klubem z Tetuanu Mehdi Namli zdobył mistrzostwo kraju. Łącznie w Moghrebie Tétouan Mehdi Namli rozegrał 20 meczów, strzelił 6 bramek i zanotował 5 asyst. 1 czerwca 2015 roku powrócił do Olympiku Safi. Ponowny debiut zaliczył tam 12 września 2015 roku w meczu przeciwko FARowi Rabat, w którym zdobył bramkę. Spotkanie zakończyło się wynikiem 1:1. Pierwszą asystę po powrocie zaliczył w kolejnym meczu przeciwko Moghrebowi Tétouan, który zakończył się wynikiem 1:0. Łącznie w tym zespole po powrocie rozegrał 77 meczów, strzelił 9 goli i zanotował 16 asyst. 1 lipca 2019 roku został zawodnikiem KAC Kénitra.

### Kariera reprezentacyjna
Mehdi Namli rozegrał 6 meczów na poziomie U-23 i 3 w seniorskiej reprezentacji. Mecze na poziomie seniorskim przedstawia poniższa tabelka:
Opracowano na podstawie:
| Data       | Przeciwnik | Wynik         |
| ---------- | ---------- | ------------- |
| 14.11.2012 | Togo       | 0:1 (porażka) |
| 08.01.2013 | Zambia     | 0:0           |
| 12.01.2013 | Namibia    | 2:1 (wygrana) |